# Alfred Harmsworth

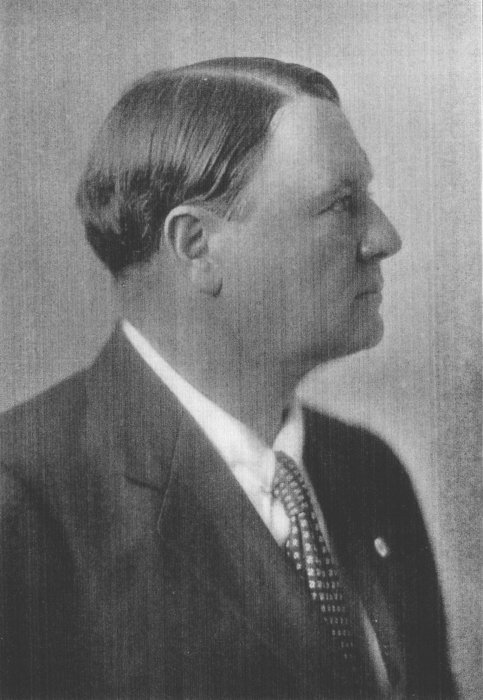
Alfred Harmsworth, premier vicomte de Northcliffe

Alfred Charles William Harmsworth, 1er vicomte Northcliffe (né le 15 juillet 1865 et mort le 14 août 1922) est un patron de presse britannique, pionnier du journalisme populaire. Il est célèbre pour sa capacité à transformer des journaux exsangues rachetés à bas prix en des journaux de masse à fort tirage. Il a créé le premier journal de bande dessinée anglais à fort tirage, Comic Cuts, les quotidiens Daily Mail et The Daily Mirror, a sauvé en son temps l'Observer, le Times et le Sunday Times.

## Biographie
Né près de Dublin, Harmsworth fait ses études à la Stamford School, dans le Lincolnshire. C'est le frère aîné d'Harold Harmsworth, également patron de presse, et de l'homme politique Cecil Harmsworth.
Débutant comme journaliste indépendant, il lance des journaux à très bas coût et de mauvaise qualité destinés au grand public, comme Forget-Me-Not (pour un public féminin), Comic Cuts (premier journal de bande dessinée de masse dans le pays, avec pour slogan « Amusing without being Vulgar » - « Amuser sans vulgarité »), ou Illustrated Chips. Pionnier des tabloïds, il achète de nombreux journaux en détresse et les transforme en des journaux profitables en s'accordant avec les goûts du public populaire : il rachète l’Evening News en 1894, puis crée l’Edinburgh Daily Record, à partir de deux anciens journaux qu'il fusionne.
Le 4 mai 1896, il lance à Londres le Daily Mail, qui devient le quotidien au plus fort tirage mondial jusqu'au début des années 1920. Parmi les slogans de ce journal : « le quotidien du travailleur » (« the busy man's daily journal ») et « le journal à un penny pour un demi-penny » (« the penny newspaper for one halfpenny »). Harmsworth fait ensuite d'un journal dominical, le Weekly Dispatch, le Sunday Dispatch, plus fort tirage britannique dans sa catégorie. Il crée en 1901 Amalgamated Press puis fonde en 1903 le Daily Mirror, sauve en 1905 l’Observer (revendu en 1911) puis en 1908 le Times. En 1908, il rachète le Sunday Times. En 1914, il revend le Daily Mirror à son frère.
En 1905, il reçoit le titre de baron Northcliffe, de l'Île de Thanet, puis en 1918 celui de vicomte Northcliffe, de Saint Peters, pour services rendus durant la Première Guerre mondiale auprès des États-Unis d'Amérique
Durant la guerre, ses journaux sont très engagés : les positions du Times lors de la crise des obus de 1915 forcent Herbert Henry Asquith à former un gouvernement de coalition, et c'est à la suite des pressions du magnat qu'est créé la même année un ministère des Munitions, et que le premier occupant à ce poste, David Lloyd George est nommé Premier ministre. Ce dernier nomme Northcliffe directeur de la propagande. Son influence est telle que les Allemands font bombarder sa maison, sans succès.
En 1920, sa femme créa le prix Northcliffe.

### Documentation
- D. George Boyce, « Harmsworth, Alfred Charles William, Viscount Northcliffe (1865–1922) », Oxford Dictionary of National Biography, Oxford University Press, 2004
- Mike Kidson (trad. Jean-Pierre Mercier et Catherine Ternaux), « Comic Cuts et Illustrated Chips : le modèle industriel et esthétique d'Harmsworth » dans 9e Art n°7, Centre national de la bande dessinée et de l'image, janvier 2002, pp. 30–35